# Yıldırım Tuğrul Türkeş
Yıldırım Tuğrul Türkeş (* 1. Dezember 1954 in Istanbul) ist ein türkischer Politiker und seit 2015 Parlamentsabgeordneter der AKP. Er ist der Gründer und ehemaliger Vorsitzender der Partei der Erleuchteten Türkei (Aydınlık Türkiye Partisi, ATP), mit der er sich von der rechtsextremen Partei der Nationalistischen Bewegung (MHP) abspaltete.

## Biografie
Yıldırım wurde als Sohn des Gründers und ehemaligen Vorsitzenden der MHP Alparslan Türkeş und Muzaffer Şükriye Türkeş in Istanbul geboren. Er studierte an der Fakultät für Wirtschaft und Verwaltungswissenschaften der Hacettepe-Universität in Ankara. Nach dem Studium war er für das Industrie- und Handelsministerium der Republik Türkei als Presseberater tätig. Danach war er Vorstandsvorsitzender der türkischen Tageszeitung Ortadoğu. Außerdem war er Kolumnist der Tageszeitungen Akşam und Son Havadis sowie der Wochenzeitschrift Yeni Harman.
Als sein Vater Alparslan Türkeş am 4. April 1997 starb, wurde Devlet Bahçeli bei einem außerordentlichen Parteitag zum neuen Vorsitzenden der MHP gewählt. Tuğrul Türkeş trat aus der MHP aus und gründete am 27. November 1998 die „Partei der Erleuchteten Türkei“.
Bei der Parlamentswahl 2007 einigte er sich mit Devlet Bahçeli und wurde als MHP-Abgeordneter für die Provinz Ankara in die Große Nationalversammlung gewählt.
Nach der Wahl 2015 wurde er im August 2015 von Ahmet Davutoğlu eingeladen, einen Posten seiner Übergangsregierung einzunehmen. Entgegen der Parteilinie der MHP entschied sich Türkeş, die Einladung anzunehmen und wurde Stellvertretender Ministerpräsident im Übergangskabinett. Daraufhin wurde er aus der MHP ausgeschlossen.
Im Juli 2017 erklärte die Regierung der Niederlande, dass Türkeş dort nicht willkommen sei. Er sollte nach dem Willen der niederländischen Regierung nicht an einer geplanten Feier zum Jahrestag des Putschversuchs in der Türkei 2016 in Apeldoorn teilnehmen. Angesichts der „bilateralen Beziehung beider Länder“ sei ein Besuch eines Mitglieds der türkischen Regierung zurzeit nicht erwünscht, erklärte Den Haag.
Neben Türkisch beherrscht er Englisch. Er ist verheiratet und Vater von drei Kindern.